# Marquesat de Priego
El Marquesat de Priego és un títol nobiliari espanyol amb Grandesa d'Espanya, que fa referència a la localitat andalusa de Priego de Córdoba. Va ser concedit el 1501 durant el regnat dels Reis Catòlics a Pedro Fernández de Córdoba, de la casa d'Aguilar dels Fernández de Córdoba. Aquesta casa, coneguda com a Casa de Priego en endavant, va ser la branca central de la família des del segle xiii, vinculada als càrrecs d'agutzil i d'alcalde de Còrdova. Priego era senyoria de la família des que fou atorgada el 1370 per Enric II i després seria elevada a marquesat. A inicis del segle xviii, es va unir a la Medinaceli, quan Nicolás Fernández de Córdoba va succeir al seu oncle Luis Francisco de la Cerda.
El títol ha estat sol·licitat per Marco de Hohenlohe y Medina, que ha aparegut al BOE d'octubre de 2014, per defunció de la seva àvia, la darrera marquesa, Victoria Eugenia Fernández de Córdoba.

## Titulars
Els marquesos des de 1501 són els següents:
|      | Titular                                                         | Període   |
| ---- | --------------------------------------------------------------- | --------- |
| I    | Pedro Fernández de Córdoba y Pacheco                            | 1501-1517 |
| II   | Catalina Fernández de Córdoba y Enríquez de Luna                | 1517-1569 |
| III  | Catalina Fernández de Córdoba y Figueroa                        | 1560-1574 |
| IV   | Pedro Fernández de Córdoba y Figueroa                           | 1574-1606 |
| V    | Alonso Fernández de Córdoba y Enríquez de Ribera                | 1606-1645 |
| VI   | Luis Ignacio Fernández de Córdoba y Enríquez de Ribera          | 1645-1665 |
| VII  | Luis Mauricio Fernández de Córdoba y Figueroa                   | 1665-1690 |
| VIII | Manuel Fernández de Córdoba y de la Cerda                       | 1690-1700 |
| IX   | Nicolás Fernández de Córdoba y de la Cerda                      | 1700-1739 |
| X    | Luis Antonio Fernández de Córdoba y Spínola                     | 1739-1768 |
| XI   | Pedro de Alcántara Fernández de Córdoba y Moncada               | 1768-1789 |
| XII  | Luis María Fernández de Córdoba y Gonzaga                       | 1789-1806 |
| XIII | Luis Joaquín Fernández de Córdoba y Benavides                   | 1806-1840 |
| XIV  | Luis Tomás Fernández de Córdoba y Ponce de León                 | 1840-1873 |
| XV   | Luis María Fernández de Córdoba y Pérez de Barradas             | 1873-1879 |
| XVI  | Luis Jesús Fernández de Córdoba y Salabert                      | 1880-1956 |
| XVII | Victoria Eugenia Fernández de Córdoba y Fernández de Henestrosa | 1956-2013 |